# Pamandzi
Pamandzi è un comune francese della collettività d'oltremare di Mayotte. Si trova sull'isola di Petite Terre.

## Infrastrutture e trasporti
Il comune è servito dall'Aeroporto di Dzaoudzi-Pamanzi.